# Рамбо Амадеус

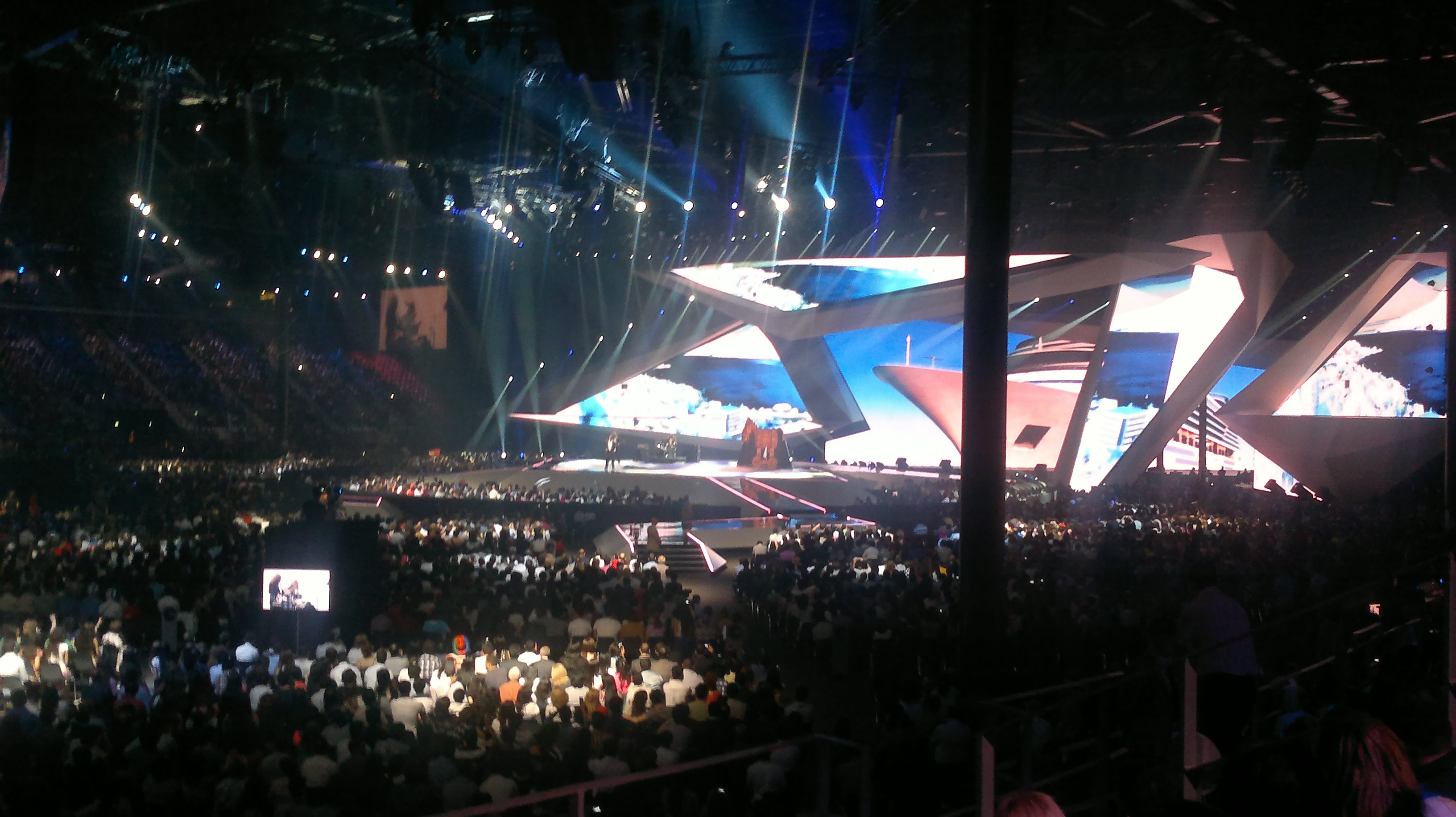
Выступление в полуфинале Евровидения 2012.

Рамбо Амадеус (Rambo Amadeus) — популярный черногорский джаз-музыкант, настоящее имя которого — Антоние Пушич (черног. Antonije Pušić / Антонијe Пушић).
Исполнитель известен на всей территории бывшей Югославии. Музыкант исполняет сатирические песни на политические и бытовые темы. Рамбо не боится экспериментировать со своей музыкой, часто смешивая различные жанры, такие как рок, джаз, поп и др. Его часто называют черногорским Фрэнком Заппой.
Сценическое имя исполнителя сформировано из фамилии Джона Рэмбо и второго имени Вольфганга Амадея Моцарта.
Рамбо Амадеус представил свою страну на ежегодном конкурсе песни Евровидение 2012, который состоялся в Баку, с конкурсной фьюжн-композицией «Euro Neuro», которая была исполнена на английском и сербском языках. .